# 21418 Bustos
21418 Bustos este un asteroid din centura principală de asteroizi.

## Descriere
21418 Bustos este un asteroid din centura principală de asteroizi. A fost descoperit pe 20 martie 1998 la Socorro, New Mexico, în cadrul proiectului LINEAR. Asteroidul prezintă o orbită caracterizată de o semiaxă mare de 2,18 ua, o excentricitate de 0,09 și o înclinație de 5,3° în raport cu ecliptica.